# الألعاب الأولمبية للشباب
الألعاب الأولمبية للشباب (YOG) هي دورة تقام كل 4 سنوات وهي مخصصة لفئة الشباب الذي تتراوح أعمارهم بين 14 و18 عاماً، تم إنشائها من طرف اللجنة الأولمبية الدولية في الاجتماع رقم 119 للجنة، والمنعقد بمدينة غواتيمالا من 4 إلى 7 يوليو 2007.
يتم انعقاد الألعاب كل أربع سنوات.
الدورة الأولى للألعاب الأولمبية الصيفية للشباب أقيمت في صيف 2010 بسنغافورة، بين 14 و26 أغسطس، فيما عقدت الدورة الشتوية الأولى بمدينة إنسبروك (النمسا) سنة 2012.

## دورات أولمبياد الشباب

### أولمبياد صيفية
| السنة | النسخة  | الدورة                          | الدولة     |
| ----- | ------- | ------------------------------- | ---------- |
| 2010  | الأولى  | ألعاب أولمبية صيفية للشباب 2010 | سنغافورة   |
| 2014  | الثانية | ألعاب أولمبية صيفية للشباب 2014 | نانجينغ    |
| 2018  | الثالثة | ألعاب أولمبية صيفية للشباب 2018 | بوينس آيرس |

### أولمبياد شتوية
| السنة | النسخة  | الدورة                          | الدولة  |
| ----- | ------- | ------------------------------- | ------- |
| 2012  | الأولى  | ألعاب أولمبية شتوية للشباب 2012 | إنسبروك |
| 2016  | الثانية | ألعاب أولمبية شتوية للشباب 2016 | ليلهامر |
| 2020  | الثالثة | ألعاب أولمبية شتوية للشباب 2020 | -       |
| 2024  | الرابعة | ألعاب أولمبية شتوية للشباب 2024 | -       |

## وصلات خارجية
- ألعاب أولمبية للشباب الموقع الرسمي
- سنغافورة 2010 الموقع الرسمي
- إنسبروك 2012 الموقع الرسمي
- نانجينغ 2014 الموقع الرسمي